# Conquête de Kulacahisar
Guerre entre les Ottomans et l'empire byzantin
Batailles
- Bapheus
- Campagne catalane
- Bursa
- Pélékanon
- Nicée
- Nicomédie
- 1re Gallipoli
- 2e Gallipoli
- Philadelphie
- 1re Constantinople
- 2e Constantinople
- 3e Constantinople
- 4e Constantinople
- Thessalonique
- Bosphore
- 5e Constantinople

La conquête de Kulacahisar ou siège de Kulacahisar s'est déroulée en 1285 entre l'armée ottomane dirigée par Osman Ier et l'armée byzantine dirigée par Aya Nikola,.

## Contexte
Lors de la bataille du mont Arménie, le neveu d'Osman, Bayhoca Bey fils de Saru Batu Savcı Bey, le frère d'Osman fut martyrisé, à quelques distances d’İnegöl et au pied d’Emirdağ.

### Siège
À la suite d’un raid de nuit avec une force de 300 hommes, le fôrt est tombé dans les mains des Turcs. C’est la conquête du premier fôrt de l’histoire de l’Empire ottoman.
Depuis que le peuple chrétien a accepté le règne d'Osman Bey, les gens là-bas n'ont pas été blessés. Bien qu'Osman ait détruit le château, il a épargné la vie des gens.